# Carl Hinkel
Carl Gottlieb Hinkel (* 15. Oktober 1793 in Chemnitz; † 22. Dezember 1817 bestattet auf dem Johannesfriedhof in Leipzig) war ein deutscher Dichter und Freiheitskämpfer.

## Leben
Hinkel, dritter Sohn des Kauf- und Handelsherrn Gotthilf Hinkel in Chemnitz und Juliane Hinkel geb. Hänel aus Annaberg, besuchte vom 15. Juni 1807 bis zum 21. März 1812 die sächsische Landesschule Pforta. Immatrikuliert 1812 wurde er 1813 beim Corps Saxonia Leipzig, damals noch Landsmannschaft, aktiv. 1813/1814 nahm er als Leutnant der sächsischen Landwehr am Feldzug der Allianz in Flandern teil.
Seine Kriegserfahrungen und sein Studentenleben verarbeitete er in zahlreichen Gedichten und Liedern, die er 1816 in einem Gedichtband in Leipzig veröffentlichte. Er starb kaum 24-jährig an der Schwindsucht in Leipzig.
Das knappe Werk Hinkels steht zeitypisch in der Reihe von bekannteren Autoren der Freiheitskriege wie Heinrich von Kleist, Ernst Moritz Arndt und Friedrich Rückert. Geprägt ist es von patriotischem Überschwang, romantischer und mystischer Sehnsucht und Idealismus unter besonderer Betonung von Werten wie Freundschaft und Kameradschaft. Von seinen Liedern war insbesondere „Wo Mut und Kraft in deutscher Seele flammen“ noch bis ins frühe 20. Jahrhundert in studentischen Kreisen weithin bekannt und ist im Allgemeinen Deutschen Kommersbuch abgedruckt. Das Lied wurde zur Begrüßung des aus Kriegsgefangenschaft zurückgekehrten Königs Friedrich August (der Gerechte) am 7. Juni 1815 durch eine Abordnung der Leipziger Studentenschaft in Dresden geschaffen. Von Bedeutung für die sächsische Landesgeschichte ist die hier wohl erstmalige literarische Erwähnung der damals neu vom sächsischen Königshaus gestifteten Nationalfarben Weiß/Grün.

## Schriften
- Leipziger Commersbuch (Hrsg.), Karl Tauchnitz „von Döring“ in Leipzig, 1815
- Erste Saitenklänge, Leipzig 1816